# Haemonetics
Die Haemonetics Corporation ist ein weltweiter Anbieter von Blut- und Plasmaprodukten und -dienstleistungen. Das Unternehmen wurde in den 1970er Jahren von Dr. Allen (Jack) Latham in Natick, Massachusetts, gegründet. Heute hat das Unternehmen expandiert und verfügt über Niederlassungen in 16 Ländern. Das Unternehmen beschäftigt ca. 3300 Mitarbeiter und vertreibt seine Produkte in über 50 Ländern. Die Einnahmen stammen fast zu gleichen Teilen aus den drei wichtigsten Märkten Asien, Europa und Amerika.
Haemonetics belegt Platz 59 der der größten Medizintechnikunternehmen der Welt und ist im S&P 400 vertreten.

## Geschichte
Das Unternehmen wurde 1971 gegründet. Haemonetics begann mit der Herstellung von Behältern und Beuteln, die für die Blutentnahme benötigt wurden. Die Latham Bowl war ein Einwegbehälter, der die Trennung von Blut durch Zentrifugation automatisieren konnte. In den 90er Jahren erweiterte das Unternehmen seine Produktlinien und Technologien. Im Jahr 1988 eröffnete das Unternehmen eine Produktionsstätte in Holbrook, Massachusetts. 
1995 erwarb das Unternehmen die Produktionsstätte von Intravenous Solutions in Union, South Carolina. Durch weitere Übernahmen wuchs das Unternehmen und erweiterte seine Dienstleistungen. In den folgenden Jahren verzweigte sich das Unternehmen und stellte die gesamte Plasmasammelstation her, einschließlich der Maschine, des Zubehörs und der Software für die Plasmasammlung. Zu diesen Akquisitionen gehörte die in Edmonton ansässige Fifth Dimension (5D) Information Systems, um in die Blut- und Plasmasoftwarebranche einzusteigen. 
Weitere Akquisitionen waren die in Chicago ansässige Arryx im Juli 2006, Information Data Management, Inc. im Januar 2007, die Übernahme einer Abteilung von Haemoscope im Jahr 2007, die Übernahme von Infonale im Juli 2007, und 2009 die in Chico, Kalifornien, ansässige Altivation und die in Tucson, Arizona, ansässige Sebra. Am 21. August 2007 wurden 5D und IDM offiziell zu einer neuen Tochtergesellschaft mit dem Namen Haemonetics Software Solutions zusammengeführt. Die Mitarbeiter von Edmonton (5D) und Rosemont (IDM) arbeiten weiterhin in ihren jeweiligen Büros. Weitere Akquisitionen waren die Übernahme von Neoteric Technology Ltd. im April 2009 und die Übernahme von Global Med Technologies, Inc. mit Sitz in Kalifornien im April 2010. Am 1. August 2012 erwarb Haemonetics das Transfusionsmedizin-Geschäft der Pall Corporation für 550 Millionen US-Dollar. Im April 2024 wurde bekannt gegeben, dass Haemonetics die Übernahme des in Chicago ansässigen Herstellers von Temperaturregelungssystemen für medizinische Geräte, Attune Medical, für 160 Millionen US-Dollar abgeschlossen hat.

### Verunreinigungen mit Partikeln
Im Juli 2020 entdeckte die Zeit zusammen mit sieben weiteren Medien, dass sich bei bestimmten Plasmaspendemaschinen des Unternehmens bei der Benutzung kleine Partikel aus dem Drehgelenk einer Zentrifuge lösen können und in den Plasmabeutel oder den Körper des Spenders gelangen könnten. Es soll sich dabei vor allem um Aluminiumoxid oder Phenolharz handeln, aus denen das betroffene Drehgelenk besteht.

## Produkte

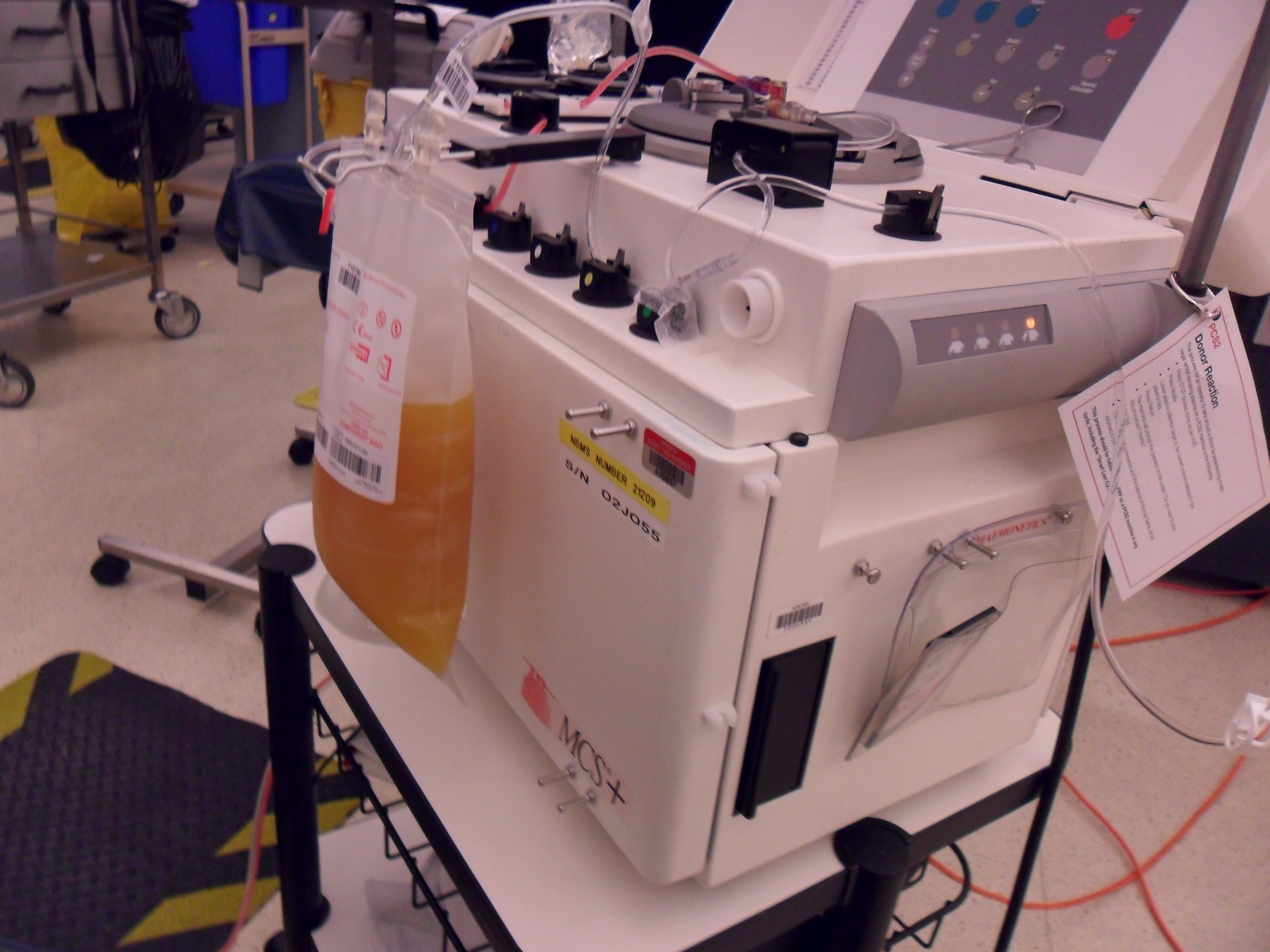
Plasmapheresegerät MCS+ von Haemonetics

Die Produkte von Haemonetics können in zwei große Kategorien eingeteilt werden. Spenderprodukte (die an die Blutspendeindustrie vermarktet werden und Produkte umfassen, die den Blutspendeprozess automatisieren, die Verarbeitung von Blut automatisieren, die Inaktivierung von Krankheitserregern und den Nachweis von Bakterien im Blut unterstützen und den Hämatokritwert des Blutes testen) und Produkte, die an die Chirurgie vermarktet werden, um den Blutverlust bei Patienten zu kontrollieren. Zu diesen Produkten gehören Geräte für die chirurgische Blutrückgewinnung (sog. Autotransfusion), chirurgische Blutabsaugsysteme und Systeme zur Erwärmung von Blut und Patienten.